# 蘇耀文
蘇 耀文（そ ようぶん、1959年11月9日 - ） は、台湾 カトリック台中教区の現任の司教である。洗礼名は「マルティヌス」。

## 経歴
- 1959年 - 11月9日、台湾 高雄市左営区生まれ。
- 1960年 - 本籍地の彰化県田中鎮に転居。
- 1979年 - 衛道中学（聖神小修院[1]）卒業。
- 1983年 - 輔仁大学哲学科（多瑪斯総修院[2]）卒業。同年、慈愛残障教養院[3]教師（生活体験実習）。
- 1984年 - 天主教社会服務研究院[4]職員（生活体験実習）。
- 1985年 - 輔仁大学神学部（多瑪斯総修院）入学。
- 1988年 - 同 卒業。
- 1989年 - 6月8日、台中カテドラルにおいて司祭叙階。

司祭叙階後、彰化天主堂、埤頭天主堂、竹塘天主堂 羅厝天主堂、員林天主堂に勤務。
- 1993年 - 米国 セントルイス大学留学。
- 1994年 - 同ニューヨーク州 フォーダム大学大学院留学（宗教および宗教教育専攻）。
- 1996年 - 同 修士学位取得。

この間、ニューヨーク中華聖母堂の青年会指導司祭を務める。
- 1996年 - 米国 サンフランシスコ大学博士課程において研究[5]（私立学校管理専攻）。
- 1996年 - 静宜大学勤務。
- 2006年 - 同 宗教指導室主任（チャプレン）。

他に台中教区刑務所教誨師などを務める。
- 2007年 - 6月25日、 教皇ベネディクト16世により台中教区司教に任命。同年9月25日司教叙階および着座。